# (20673) Janelle
Pour les articles homonymes, voir Janelle.
(20673) Janelle est un astéroïde de la ceinture principale.

## Description
(20673) Janelle est un astéroïde de la ceinture principale. Il fut découvert le 3 novembre 1999 à Eskridge par Graham E. Bell. Il présente une orbite caractérisée par un demi-grand axe de 2,98 UA, une excentricité de 0,11 et une inclinaison de 10,3° par rapport à l'écliptique.

## Compléments